# Savana (marcă de vopseluri)

Încă de la lansarea sa, în 2003, savana a căutat să-și clădească succesul pe produse de calitate foarte bună, dar și pe o atenție sporită la aspecte de mediu în ceea ce privește procesul de producție. Design-ul de ambalaj își propune, la rândul său, să reflecte apropierea de natură a produsului.
În 2006 s-a semnat un parteneriat pe termen lung cu compania DuPont, liderul mondial în producția de pigment alb pentru vopsele, hârtie și plastic și, astfel, s-a lansat gama savana cu Teflon surface protector, o inovație pe piața de vopsele din Estul Europei. Aceste produse oferă o acoperire superioară, rezistență în timp și se pătează mai greu decât o vopsea lavabilă obișnuită. Portofoliul savana cu Teflon cuprinde vopseaua superlavabilă pentru interior, vopseaua superlavabilă pentru baie și bucătărie, vopseaua superlavabilă colorată cu Teflon savana kids, lacul pentru lemn, lacul pentru parchet și emailul superlucios pentru exterior și interior.
Gama savana include mai multe categorii de produse – vopsele lavabile, emailuri pentru lemn și metal, lacuri pentru lemn, tencuieli decorative, soluții specializate etc. - iar elementele de design folosite la ambalaje au rolul de a diferenția mai bine aceste categorii la raft și totodată de a distinge cu ușurință produsele cu Teflon. Utilizarea imaginilor cu animale pe etichetele produselor savana are menirea de a face produsele mai prietenoase, calde și apropiate de natură. Astfel, fiecare categorie de produse este simbolizată de un anumit animal: tigrul pentru vopseaua lavabilă, zebra pentru emailuri, ghepardul pentru lacuri, elefantul pentru tencuieli, antilopa pentru grunduri și cameleonul pentru coloranți.

## Istoric recent al mărcii
În 2009, Fabryo Corporation a relansat savana și savana cu Teflon în ambalaje noi. Procesul a presupus nu doar modificări de design, ci și de tehnologia de imprimare pentru o vizibilitate sporită la raft, în rândul segmentelor premium și super-premium. În același an a fost lansată și o inovație pe piața de profil: savana tencuială decorativă structurată cu efect hidrofob – special concepută pentru climatul din România.
În 2010, sub brand-ul savana s-a realizat extensia gamei de culori pentru emailurile acrilice pe bază de apă (produs lansat în 2009), produse menite a fi mai prietenoase cu mediul. Acestea sunt destinate atât uzului la exterior, cât și la interior.
În mai 2011 a fost lansat un nou produs pentru decorarea lemnului, savana lazură colorată pentru lemn, pe bază de apă, cu rolul de a da un efect decorativ colorat mat (spre deosbire de lacuri, care oferă un efect decorativ lucios), dar care să păstreze vizibilă structura lemnului.
Tot în 2011, în septembrie, savana a relansat lacul pentru parchet, cu Teflon, cu efect anti-alunecare și grundurile pentru lemn, cu triplă protecție (anti-putregai, anti-cari, anti-fungi).

## Promovare
În 2010 brand-ul savana a beneficiat de prima campanie de comunicare dedicată vopselei lavabile colorate, sub denumirea „savana culoare”, pentru a promova culorile în procesul de redecorare. Consumatorilor li s-a oferit o paletă de peste 1.000 de nuanțe disponibile printr-un proces de colorare computerizată.
De asemenea, website-ul dedicat, http://www.savanaculoare.ro, a oferit un suport online pentru proiectele de decorare. Aici, utilizatorii au avut acces la informații relevante despre culori, tendințe în decorare și produse savana. De asemenea, se poate calcula costul aproximativ al decorării, în funcție de suprafață și nuanța preferată, după care se poate găsi cel mai apropiat centru de colorare.
Cea mai recentă (2011) campanie integrată construită în jurul unor produse specializate a fost cea pentru savana kids cu Teflon, produs dedicat camerelor de copii: vopsea lavabilă gata colorată în 6 nuanțe, cu rezistență sporită la pătare și permite curățarea ușoară a pereților. 
În vara anului 2011 a fost reluată campania integrată de comunicare pe platforma de culoare, sub sloganul „Există o culoare potrivită pentru fiecare”, cu scopul de a invita consumatorii să descopere lumea culorilor savana.